# Планинска пака
Планинската пака (Cuniculus taczanowskii) е вид бозайник от семейство Пакови (Cuniculidae). Видът е почти застрашен от изчезване.

## Разпространение
Разпространен е в Боливия, Венецуела, Еквадор, Колумбия и Перу.

## Описание
Теглото им е около 9 kg.
Продължителността им на живот е около 18,9 години. Популацията им е намаляваща.